# المداخن (مسرحية)
المداخن (بالإنجليزية: Chimneys) هي مسرحية من إنشاء وتأليف كاتبة الغموض والجرائم الإنجليزية أجاثا كريستي واستنادًا على روايتها أسرار المداخن.
وقد أخرج المسرحية جون درنين.

## الطاقم
- جوناثان باترسبي بدور تريدويل
- جوناثان كوت بدور يموان
- جاكلين ديوتويت بدور السيدة العجوز
- روبن هارفي ادواردز بدور اللورد كاتيرهام
- ميشيل غالاغر بدور السيدة إيلين برنت
- مارتن جيمس بدور هون. جورج لوماكس
- جوناثان تايلور درايدن بدور بيل إيفرسلاي
- داريل بروكيس بدور أنتوني كيد
- فلورا بيركلي بدور فيرجينيا ريفيل
- ريتشارد أديسون بدور الغريب
- رونالد سيمون بدور المشرف باتل
- ماثيو لويد ديفيز بدور هربرت بانكز
- ريتشارد غالازكا بدور بوريس آنتشاوكوف